# 6274 Taizaburo
6274 Taizaburo eller 1992 FV är en asteroid i huvudbältet som upptäcktes den 23 mars 1992 av de båda japanska astronomerna Kazuro Watanabe och Kin Endate vid Kitami-observatoriet. Den är uppkallad efter den japanske astronomen Taizaburo Koyama.
Asteroiden har en diameter på ungefär 5 kilometer.